# مجرة قزمة

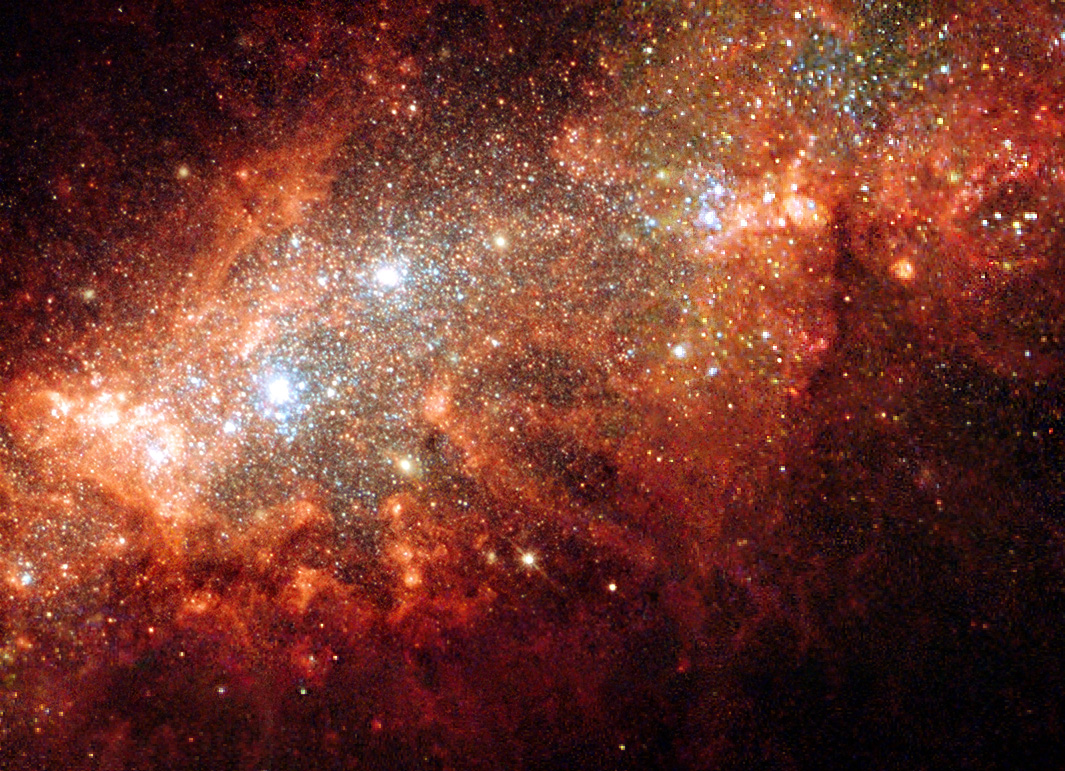
المجرة القزمة إن جي سي 1569.

المجرة القزمة (بالإنجليزية: dwarf galaxy)‏ هي مجرة صغيرة تتكون من نحو 1000 إلى عدة مليارات نجم، مقارنةً بنجوم مجرة درب التبانة التي يتراوح عددها بين 200 و400 مليار نجم. تُصنف سحابة ماجلان الكبيرة، التي تدور حول مجرة درب التبانة عن قرب وتحتوي على أكثر من 30 مليار نجم، على أنها مجرة قزمة. يعتبرها البعض الآخر مجرة كاملة. يُعتقد أن تكوين المجرات القزمة ونشاطها يتأثران بشدة بتفاعلها مع المجرات الأكبر. حدد علماء الفلك أنواعًا عديدة من المجرات القزمة، بناءً على شكلها وتكوينها.

## التكوين
تنص إحدى النظريات على أن معظم المجرات، بما في ذلك المجرات القزمة، تتشكل بالارتباط مع المادة المظلمة، أو من غاز يحتوي على معادن. مع ذلك، اكتشف مسبار مستكشف تطور المجرات الفضائي التابع لوكالة ناسا مجرات قزمة جديدة تتكون من غازات ذات معدنية منخفضة. كانت هذه المجرات موجودة في حلقة الأسد، التي هي سحابة من الهيدروجين والهيليوم حول مجرتين ضخمتين في كوكبة الأسد.
نظرًا لحجمها الصغير، فقد رُصد جذب المجرات الحلزونية للمجرات القزمة وتمزيقها، مما يؤدي إلى اندماج المجرات.

## المجرات القزمة المحلية
هناك العديد من المجرات القزمة في المجموعة المحلية؛ تدور هذه المجرات الصغيرة في كثير من الأحيان حول مجرات أكبر، مثل مجرة درب التبانة ومجرة المرأة المسلسلة ومجرة المثلث (مسييه 33). اقترحت ورقة بحثية نُشرت عام 2007 أن العديد من المجرات القزمية نشأت عن طريق المد والجزر المجري خلال التطورات المبكرة لمجرة درب التبانة والمرأة المسلسلة. تنتج المجرات القزمة المدية عندما تصطدم المجرات وتتفاعل عن طريق قوة الجاذبية. تُسحب تيارات من المواد المجرية بعيدًا عن المجرات الأم وهالات المادة المظلمة التي تحيط بها. تشير دراسة أجريت عام 2018 إلى أن بعض المجرات القزمة المحلية تشكلت في وقت مبكر للغاية من عمر الكون، خلال العصور المظلمة خلال أول مليار عام بعد الانفجار العظيم.
تدور أكثر من 20 مجرة قزمة معروفة حول مجرة درب التبانة، وقد قادت عمليات الرصد الأخيرة علماء الفلك إلى الاعتقاد أن أكبر عنقود مغلق في مجرة درب التبانة، أوميغا قنطورس، هو في الواقع لبّ مجرة قزمة، مع ثقب أسود في مركزها، امتصتها مجرة درب التبانة في فترة ما.

## الأنواع الشائعة
- مجرة إهليلجية: مجرة إهليلجية قزمة (دي إي)
- مجرة قزمية كروية (دي إس بّي إتش): كانت تُعتبر نوعًا فرعيًا من المجرات القزمة الإهليلجية، لكنها تُعتبر الآن نوعًا مميزًا
- مجرة غير منتظمة: مجرة قزمة غير منتظمة (دي إل آر آر)
- مجرة حلزونية: مجرة قزمة حلزونية (دي إس)[10]
- مجرات قزمة ماجلانية
- مجرات قزمة زرقاء مدمجة
- مجرات قزمة فائقة الاندماج

## المجرات القزمة الزرقاء المدمجة
في علم الفلك، المجرة القزمة الزرقاء المدمجة (مجرة بي سي دي) هي مجرة صغيرة تحتوي على عناقيد كبيرة من النجوم الشابة الساخنة الضخمة. تتسبب هذه النجوم، التي يكون ألمعها أزرق اللون، في ظهور المجرة نفسها باللون الأزرق. تصنف معظم مجرات بي سي دي أيضًا على أنها مجرات قزمة غير منتظمة أو مجرات قزمة محدبة. تفتقر مجرات بي سي دي إلى شكل موحد لأنها تتكون من عناقيد نجمية. تستهلك هذه المجرات الغاز بكثرة، ما يجعل تشكل نجومها عمليةً عنيفة.
تبرد مجرات بي سي دي أثناء تشكل النجوم الجديدة. تتشكل جميع نجوم المجرات في فترات زمنية مختلفة، لذا هناك وقت يسمح للمجرات بأن تبرد وأن تراكم مواد لتشكل نجوم جديدة. مع مرور الوقت، يغير هذا التكون النجمي شكل المجرات.
تشمل الأمثلة القريبة من مجرتنا إن جي سي 1705 وإن جي سي 2915 وإن جي سي 3353 ويو جي سي إيه 281.

## اقرأ أيضا
- مجرة بدائية
- مجرة بيكابو
- مجرة قزمة NGC 5238
- I zwicky 18
- مجرة الحوت أ
- مجرة زايفرت
- مجرة مظلمة
- مجرة حلزونية
- مجرة إهليجية
- أوميجا قنطورس
- قزم أبيض
- عملاق أحمر
- الانفجار العظيم
- خط زمني للانفجار العظيم
- نجم نيوتروني
- ثقب أسود
- مسييه 100
- مسييه 54
- بالومار 12
- قائمة مجرات المجموعة المحلية
- مجرة الرامي الإهليجية القزمة
- مجرة العواء القزمة
- مجرة السدس القزمة
- مجرة الدب الأصغر القزمة
- يو دي إف واي-38135539 (مجرة)
- مجرة إهليلجية قزمة

## وصلات خارجية
- موقع الكون في الإنترنت